# Сварка чугуна

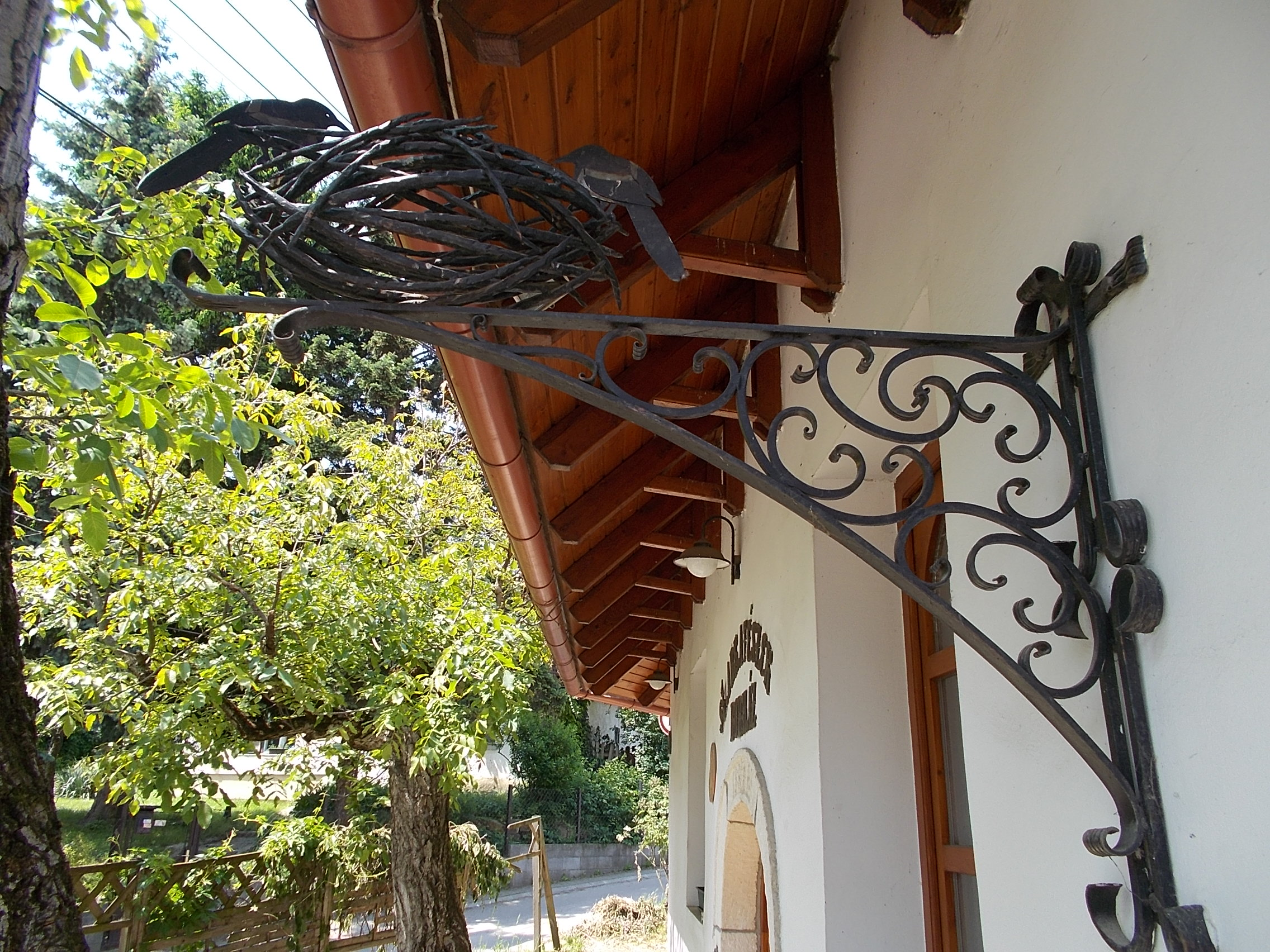
Сварная чугунная вывеска в Венгрии

Сварка чугуна — технология сварка изделий из чугуна. Чугун является трудносвариваемым сплавом. Он сваривается плавящимися или неплавящимися электродами с подогревом или без него.

## Свойства чугуна
Чугун представляет собой сплав железа с углеродом. Содержание углерода в чугуне — от 2,14 % — 6,67 %. Углерод придаёт сплавам железа твёрдость, снижает пластичность и вязкость. Углерод в чугуне содержатся в виде цементита и графита.
Температура плавления чугуна — от 1 150 до 1 200 °C , что на 300 °C ниже, чем у чистого железа. Теплопроводность чугуна ниже, чем у сталей, коэффициент теплового расширения такой же. Электропроводность чугуна зависят от распределения включений графита.
При быстром охлаждении чугуна от температуры более 750°С металла, графит превращается в цементит, при этом чугун превращается из серого в белый. Образуется закаленная структура с внутренними напряжениями, приводящими к трещинам.

## Особенности сварки
Трудности сварки чугуна обусловлены образованием трещин из-за включений графита; выгоранием углерода и образованием пор в шве; образованием тугоплавких окислов с температурой плавления выше, чем у чугуна; его высокая жидкотекучесть.
Чугун сваривается ручной дуговой сваркой плавящимися (ЦЧ-4) или неплавящимися (вольфрамовый, угольный, графитовый) электродами с подогревом или без него. Сварочные напряжения, возникающие в шве при охлаждении металла снимаются проковкой швов.
При горячей сварке металл предварительно подогревается до 500—700°С. Используются чугунные электроды со стержнями марок А и Б — ОМЧ-1 и УЗТМ-74. Электроды должны быть большого диаметра — от 8 до 16 мм.
Для повышения качества шва при сварке чугуна проводится подогрев детали и её медленное охлаждение после сварки.